# Трикарбоновые кислоты
Трикарбоновые кислоты — органические кислоты, которые обладают тремя карбоксильными группами(-COOH). Широко представлены в природе и участвуют в различных биохимических процессах.
| Традиционное название    | Систематическое название                     | Молекулярная формула | Структурная формула         |
| ------------------------ | -------------------------------------------- | -------------------- | --------------------------- |
| Лимонная кислота         | 2-гидроксипропан-1,2,3-трикарбоновая кислота | C6H8O7               | Лимонная кислота            |
| Изолимонная кислота      | 1-гидроксипропан-1,2,3-трикарбоновая         | C6H8O7               | Изолимонная кислота         |
| Аконитовая кислота       | 1-пропен-1,2,3-трикарбоновая кислота         | C6H6O6               | (цис-изомер и транс-изомер) |
| Гомолимонная кислота     | 2-гидроксибутан-1,2,4-трикарбоновая кислота  | C7H10O7              | Гомолимонная кислота        |
| Оксалосукциновая кислота | 1-оксопропан-1,2,3-трикарбоновая кислота     | C6H6O7               | Оксалосукциновая кислота    |
| Трикарбаллиловая кислота | Пропан-1,2,3-трикарбоновая кислота           | C3H5(COOH)3          | Трикарбаллиловая кислота    |
| Тримезиновая кислота     | Бензол-1,3,5-трикарбоновая кислота           | C9H6O6               | Тримезиновая кислота        |